# 임혜경
임혜경(林蕙卿, 1948년 1월 9일 ~ 경남 마산 출생)은 대한민국의 교사, 정치인이다.
경남 마산(현 통합창원시)출생. 경남여고와 부산교육대학을 졸업하고, 한국방송통신대학에서 교육학사, 부산대학교교육대학원에서 교육학석사학위를 받았다. 2010년 교육감 선거에 당선되어 17대 부산광역시교육감을 역임하였다.

## 교육감 경력
주민직선제 교육감 선거 출마를 위해 정년을 3년여 남겨둔 채 교장직을 사임하고 2007년 교육감선거에 출마했으나 낙선했다.
이후 2010년 제5회 지방 선거에서 교육감으로 선출되었고 2014년 재선 도전을 위해 교육감선거에 출마하였으나, 김석준 후보에 패해 재선에는 실패하였다.

## 사립유치원장 뇌물수수
2011년 4월 16일 부산광역시교육감 임혜경은 광주광역시 D의상실에서 부산시내 사립 유치원 원장 2명으로부터 원피스, 재킷 등 180만원 상당의 옷 3점을 받았다. 이 가운데 해당 유치원 1곳은 2011년 11월 13학급(364명)에서 16학급(448명)으로 늘어 매달 국비 1천660여만원을 더 받게 됐고 다른 유치원의 원장은 2011년 5월 국무총리 표창을 받았다.
2012년 12월 27일 부산지방검찰청 특수부는 임혜경을 뇌물수수 죄로 기소유예 처분했다.

## 역대 선거 결과
|  | 22.3% |

|  | 19.98% |

|  | 22.17% |